# Бхілама V
Бхілама V (каннада ಐದನೆಯ ಭಿಲ್ಲಮ; бл. 1152–1191) — 1-й чакравартін Держави Сеунів в 1187–1191 роках.

## Життєпис
Онук магараджи Маллуґі I, син раджи Карни. Народився близько 1152 року. 1160 року після смерті діда відбувалася боротьба, внаслідок чого змінилося декілька правителів — Амарагангея (син Маллуґі I) та Маллугі II (син попереднього). Останнього повалив узурпатор Каліябалала. В цей час Бхілама фактично правив самостійним князівством й воював з іншими раджами — Шрівардхани, Прат'янтагади та Мангалавештаки. 1175 року здолав Каліябаллали, посівши трон Сеунів.
Невдовзі за цим здійснив вторгнення до Лати, де бився з Мулараджею II Соланка, магараджахіраджею Гуджари, а потім Віндхіяварманом Парамара, магараджахіраджею Малави. Незважаючи на успіхи, Бхілама V не приєднав жодних володінь. 1181 року знищив династію Південних Калачура, землі яких приєднав до своїх.
В наступні роки воював проти свого сюзерена Сомешвари IV, магараджахіраджи з династії Західних Чалук'їв. Останній в свою чергу вимушен був протистояти Віра Балали II, володарю Держави Хойсалів. 1187 року Бхілама V захопив столицю Західних Чалук'їв — Кальяні, оголосивши про свою незалежність. Водночас змусив Віра Балалу II відступити.

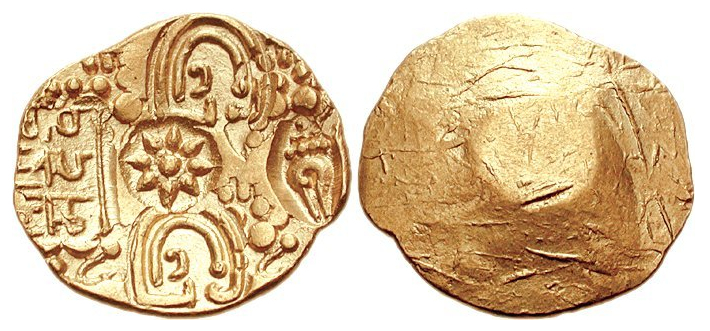
Монета Бхілами V

Прийняв титул чакравартін, оголосивши себе спадкоємцем прав Західних Чалук'їв. Заснував нову столицю Девагірі. Також почав карбувати власні золоті монети за зразком Калачура.
Близько 1188 року атакував державу Гуджара, практично дійшовши до столиці Соланка, але магараджахіраджа Бгіма II за допомогою свого саманти (васала) Келганадеви Чаухан, магараджи Наддула, завдав військам Бхілами V тяжкої поразки.
1189 року війська Хойсалів захопили міста Банавасі та Ноламбаваді, де панувала місцева династія Ноламба, що визнала раніше владу Бхілами V. Останній рушив проти Віра Балали II, але зазнав тяжкої поразки в битві біля Соратури. В результаті було втрачено міста Ерамбара, Курругод, Гутті і Хангал. Сеуни були витіснені на північ від річок Малапрабха та Крішна. Водночас східні землі було захоплено війська Какатіїв.
Останні роки Бхілама V присвятив відновленню війська та укріплень. Помер 1191 року. Йому спадкував син Джайтугі.